# Dermatose
 Mise en garde médicale
Le nom générique de dermatose désigne toutes les affections de la peau et des muqueuses, indépendamment de leur cause. Ce sont des affections bénignes ou plus graves qui concernent la « barrière souple » entourant et protégeant l'organisme.

Par extension, il désigne également les maladies des « annexes cutanées » que sont les phanères (ongles et cheveux).
Le mot dermatose provient du grec ancien δέρμα / dérma qui signifie « peau ».

Le mot dermatite sous-tend une notion d'inflammation de la peau.
Les affections du système tégumentaire humain comprennent un large spectre de dermatoses et certains états non-pathologiques (comme en certaines circonstances, les cheveux blancs, les mélanonychies ou brachyonychies,).

## Risque de confusion (autres sens)
- La dermatose des russules (nom scientifique : Hypomyces lactifluorum) est un champignon parasite d'autres champignons (russules et lactaires).

## Diagnostic
Cliniquement, le diagnostic croise l'observation des symptômes (prurit, douleur ; chronique ou non) avec une collecte d'informations pertinentes sur les lésions dermatologiques dont sur l'emplacement (bras, tête, jambes), les « patterns » de disposition (lésion isolée et solitaire ou au contraire généralisée, annulaire, linéaire, etc.), la morphologie (macules, papules, vésicules), la couleur (rouge, bleu, brune, noir, blanc, jaune, unie, marbrée, etc.).
Le diagnostic de nombreuses maladies de peau ne peut être confirmé que par une biopsie et étude histologique en laboratoire,.

## Classification des dermatoses

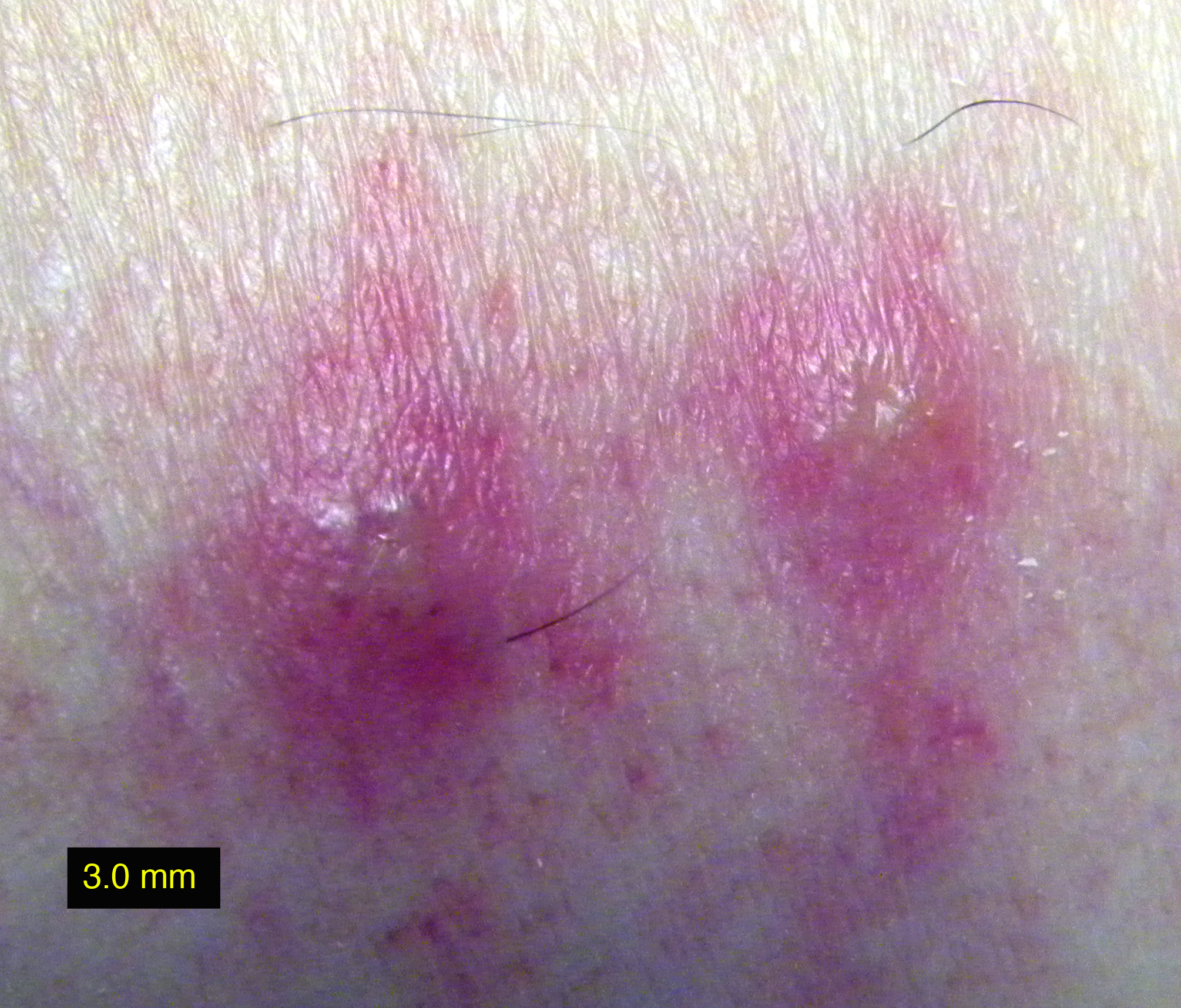
Morsure de Trombiculidae sur peau humaine montrant des taches et couleurs caractéristiques

Nodules ; externe (exophytique) et interne (endophytique)

tache en macule et en « patch »

Lésions en papule et formant une plaque

Lésions en vésicule et bullaire (cloques)

3 types de lésions : fissure, érosions et ulcération

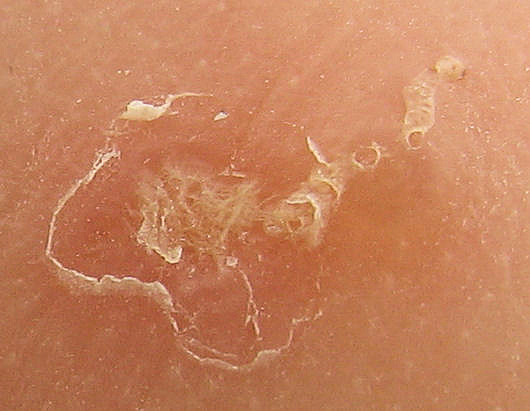
Sillon scabieux avec excoriation (macrophotographie)

Un petit nombre de problèmes de peau sont causes de visites chez le médecin, mais des milliers de types de maladies de la peau ont été décrits. Leur classification présente souvent des défis nosologiques, car elles peuvent être mulifactorielles et les étiologies et pathologies sous-jacentes sont souvent méconnues,.
C'est pourquoi les manuels de médecine présentent souvent plusieurs classifications, basée sur :
- la localisation du symptôme sur le corps (ex : muqueuse, ongle, dessous de pied...) ;
- la localisation dans l'épaisseur du système tégumentaire (épiderme, derme, hypoderme..) ;
- le type de lésion ; primaire ou secondaire ; chroniques ou non ; ou selon leur forme et couleur ; ou selon leur apparence (croûtes, boutons ou cloques...) ;
- l'étiologie (cause, telle que traumatisme physique, radiologique, ou maladies de la peau d'origine parasitaire, bactériologique, fongique, virale...).

### Lésions primaires
- Macule : changement de couleur de la surface de la peau, sans élévation ni dépression et par conséquent non-palpable, bien ou mal défini[11] de taille diverse mais généralement considérée comme devait être de 5 à 10 mm de diamètre sur sa plus grande largeur[12] ;
- Tache ou Patch : plus large qu'une macule (définition dépendant de celle de la macule)[12]. Le patch peut présenter une qualité de surface modifiée mais la lésion elle-même reste impalpable[13] ;
- Papule : lésion rouge pâle sur une zone circonscrite, présentant une élévation anormale de la peau, arrondie ou à sommet plat ou formant une plaque, ferme au toucher, mais sans aucun liquide visible, et dont taille varie d'une tête d'épingle à moins de 5 [11] ou 10 mm de diamètre pour sa plus grande largeur[12] ; évanescentes, les papules disparaissent sans cicatrices en 24 à 48 heures ; noter qu'une bulle temporaire formée par le soulèvement de la peau au-dessus d'un point d'injection intradermique est aussi dénommée papule[11] ;
- Plaque (en anglais et français) : on en trouve plusieurs définitions : il peut s'agir d'une large papule, ou d'une combinaison de papules égales ou supérieures à 1 cm[12] formant éventuellement une lésion surélevée, ressemblant à un plateau qui serait plus élevé à son diamètre que dans son centre[13] ;
- Nodule : un nodule est morphologiquement similaire à une papule, mais de plus grande taille (plus de 5 mm[13] ou selon certains auteurs plus de 10 mm (en largeur et en profondeur)[12]. À la différence des papules, un nodule est le plus souvent centrée dans le derme ou dans de la graisse sous-cutanée[11] ;
- Vésicule : Lésion circonscrite, formant une élévation épidermale sur la peau et contenant un liquide, généralement considérée comme mesurant jusqu'à 5 [11] ou 10 mm de diamètre sur sa plus grande largeur[12] ;
- Bulle : la lésion bulleuse forme une grande vésicule ronde ou ovale ou au contour irrégulier pleine d'un liquide séreux ou séro-purulent, d'une taille au moins égale à 5 [11] ou 10 mm[12] dans sa plus grande largeur ;
- Pustule : Petite élévation de la peau contenant un matériau laiteux[13] ou purulent (alors généralement formé de cellules inflammatoires nécrotiques[12] et/ou sanguines (blanc ou rouge) ;
- Kyste : cavité épithéliale indurée au contenu liquide, semi-liquide ou solide[11]
- Érosion cutanée discontinuité de la peau montrant un manque d'épiderme[14] formant une lésion généralement humide et une dépression[4] ;
- Ulcération : L'ulcère est une discontinuité plus profonde de la peau où l'épiderme manque, ainsi parfois que le derme, voire de la graisse subcutanée[14];
- Fissure lésion apparaissant comme une fente ou une déchirure souvent petite, mais profonde[13], éventuellement sur la muqueuse anale (fissure anale) ;
- Télangiectasie : vaisseaux sanguins superficiels s'étendant sous la peau au point de devenir visible[13] ;
- Galerie ou terrier (burrow en anglais) ; il forme souvent un léger relief de couleur et formant souvent une ligne tortueuse grisâtre dans la peau. Il résulte de la pénétration du derme par des organismes parasites ou leur larve[13],[12], dans le cas de la gale par exemple (photo ci-contre).

## Évolutions épidémiologiques
De nombreux allergènes et produits chimiques nouveaux sont régulièrement mis sur le marché, ou de nouveaux produits de dégradation apparaissent. Des allergies croisées sont possibles, et des phénomènes de sensibilisation préexistent avant l'apparition de certaines allergies.
Les retours d'expérience épidémiologiques et en matière de médecine du travail et de santé au travail ou de santé environnementale ont montré que les dermatoses, comme d'autres allergies évoluent dans l'espace et le temps.

## Professions plus exposées
L'existence de dermatoses professionnelles est reconnue depuis longtemps (En France le premier symposium consacré aux dermatoses professionnelles date de 1954 (il s'est tenu à Lille). Certains métiers y prédisposent; dont dans les domaines de l'industrie chimique, de la coiffure (colorations permanentes, produits de décoloration, shampooings), du BTP (métiers mettant en contact avec le ciment, couvreurs, soliers et ravaleurs de façades), les métiers de la plasturgie et des résines, les métiers de bouche, les métiers de soins...).
Les métiers de la mécanique, de la peinture industrielle et de l'usinage des métaux étaient autrefois prédisposants, mais l'évolution des techniques (et la délocalisation de certaines taches ?) font que ce type de dermatose apparaissent moins en Europe de l'Ouest.
Évolutions marquantes :
- Depuis la fin des années 1990, les tentatives de remplacement de produits allergisants dans le milieu des soins et de la coiffure ont échoué, par contre, dans les pays riches, les dermatoses professionnelles ont disparu des Laboratoires, du secteur de la photographie, de l'imprimerie, par élimination du marché de certains produits sensibilisants par les fabricants de ces produits eux-mêmes[15].
- Les dermatoses professionnelles multifactorielles semblent se développer, notamment dans les métiers de bouche, du BTP. Elles nécessitent une prévention plus holistique (portant sur l’ensemble des causes connues ou supposées de ces allergies, et non sur la suppression d'un « allergène unique »[15]. Les nanomatériaux pourraient devenir de nouvelles sources de dermatose.

## Exemples (liste non exhaustive)

### Dermatoses allergiques
- Eczéma
- Urticaire
- Dermatite atopique

### Dermatose inflammatoire
- Acné
- Dermite séborrhéique
- Lichen scléreux vulvaire

### Dermatoses bulleuses
- Épidermolyse nécrosante : Syndrome de Lyell
- Pemphigus
- Pemphigoïde bulleuse
- Épidermolyse bulleuse simple
- Maladie de Ritter von Ritthersheim
- Toxidermie médicamenteuse ou phototoxique

### Dermatoses prurigineuses
Un prurit peut être observé dans de nombreuses dermatoses dont les caractéristiques des lésions élémentaires aident à faire le diagnostic.
- Urticaire
- Dermographisme
- Dermite de contact
- Dermite atopique
- Lichen plan
- Dermatophytose
- Psoriasis
- Mastocytose

### Maladies systémiques ou cancéreuses
- Leucoses lymphoïdes
- Maladie de Crohn
- Lupus érythémateux
- Acrodermatose
- Histoplasmose
- Maladie de Fabry
- Lymphomes cutanés ou Maladie de Hodgkin
- Maladie de Gaucher
- Maladie de Waldenström
- Sclérodermie
- Granulomatose de Wegener
- Périartérite noueuse
- Dermatose para-néoplasique
- Mélanome

### Intoxication
- Chloracné
- Toxidermie médicamenteuse
- intoxication chimique